# Nassim Amaouche
Pour les articles homonymes, voir Amaouche.
Nassim Amaouche, né en 1977 à Sèvres, dans les Hauts-de-Seine, est un réalisateur, scénariste et acteur français d'origine Kabyle,,. Il reçoit le Grand Prix de la Semaine de la critique au Festival de Cannes 2009 pour son film Adieu Gary.

## Biographie
Nassim Amaouche étudie la sociologie et l'histoire à l'Université Paris-Ouest-Nanterre-La-Défense. Il se forme à l'Institut international de l'image et du son qui lui permet de produire son premier court métrage De l'autre côté,. En 2004 à Cannes, il reçoit le prix de la critique lors de la 43e édition de la Semaine de la critique.
Agnès Jaoui voit son court métrage et l'encourage à passer au long métrage. Ainsi commencent les prémices du film Adieu Gary avec Jean-Pierre Bacri dans le rôle du père de Samir. Le film sélectionné à la 48e édition de la Semaine de la Critique au festival de Cannes 2009 remporte le Grand Prix.
Le père de Nassim Amaouche, né en Kabylie, a survécu à un bombardement qui a démoli sa maison en 1957 pendant la guerre d'Algérie. Encore petit, il quitte l'Algérie pour la France. En 2012, son retour sur les lieux de sa jeunesse est le sujet du film de son fils, Nassim Amaouche, En terrain connu,. Le film constitue une des quatre mosaïques du long métrage Maoussem Hissad Albums de famille.
En 2015, dans le film Des Apaches, le réalisateur joue Samir et explore la relation père fils dans la communauté Kabyle. La mère de Samir, interprétée par Laetitia Casta, disparaît. L'actrice joue également l'autre rôle de la jeune femme que Samir rencontre.
En 2016, Nassim Amaouche avec Lara Stone et Mathilde Bisson rejoint la distribution du court métrage En moi de la réalisatrice Laetitia Casta,.

## Filmographie

### Réalisateur

#### Longs métrages
- 2009 : Adieu Gary
- 2015 : Des Apaches

#### Courts métrages
- 2003 : De l'autre côté
- 2005 : Quelques miettes pour les oiseaux – le réalisateur à la frontière jordanienne[12]
- 2012 : En terrain connu – le fils

### Acteur
- 2015 : Des Apaches – Samir
- 2016 : En moi de Laetitia Casta – le chauffeur

## Distinctions
- 2004 : De l'autre côté, prix de la critique à la Semaine de la critique à Cannes[6]
- 2005 : De l'autre côté, Coup de cœur STUDIO au Festival Silhouette
- 2005 : Quelques miettes pour les oiseaux, prix spécial du Jury pour la compétition française au Festival Silhouette
- 2006 : Quelques miettes pour les oiseaux, prix de la presse au Festival international du court métrage de Clermont-Ferrand[13]
- 2009 : Adieu Gary à Cannes :
  - Grand Prix de la 48e édition de la Semaine de la critique[4]
  - Double nomination (dont la mention spéciale) à la Caméra d'or[14]